# 張應奎 (萬曆進士)
張應奎（？—1610年），字星子，湖廣黄州府蕲水县人，民籍，明朝政治人物。

## 生平
万历二十五年（1597年）丁酉科湖廣乡试第七十二名舉人，三十二年（1604年）甲辰科进士，刑部觀政，本年授邯郸知县，三十五年丁憂，三十六年降廣東按察司照磨，三十八年升高陵知县，本年卒。

## 家族
曾祖张大鹏。祖父张兰。父张廷维。母施氏。慈侍下。兄應斗、弟應壁。娶蕭氏。